# Mártires de Japón

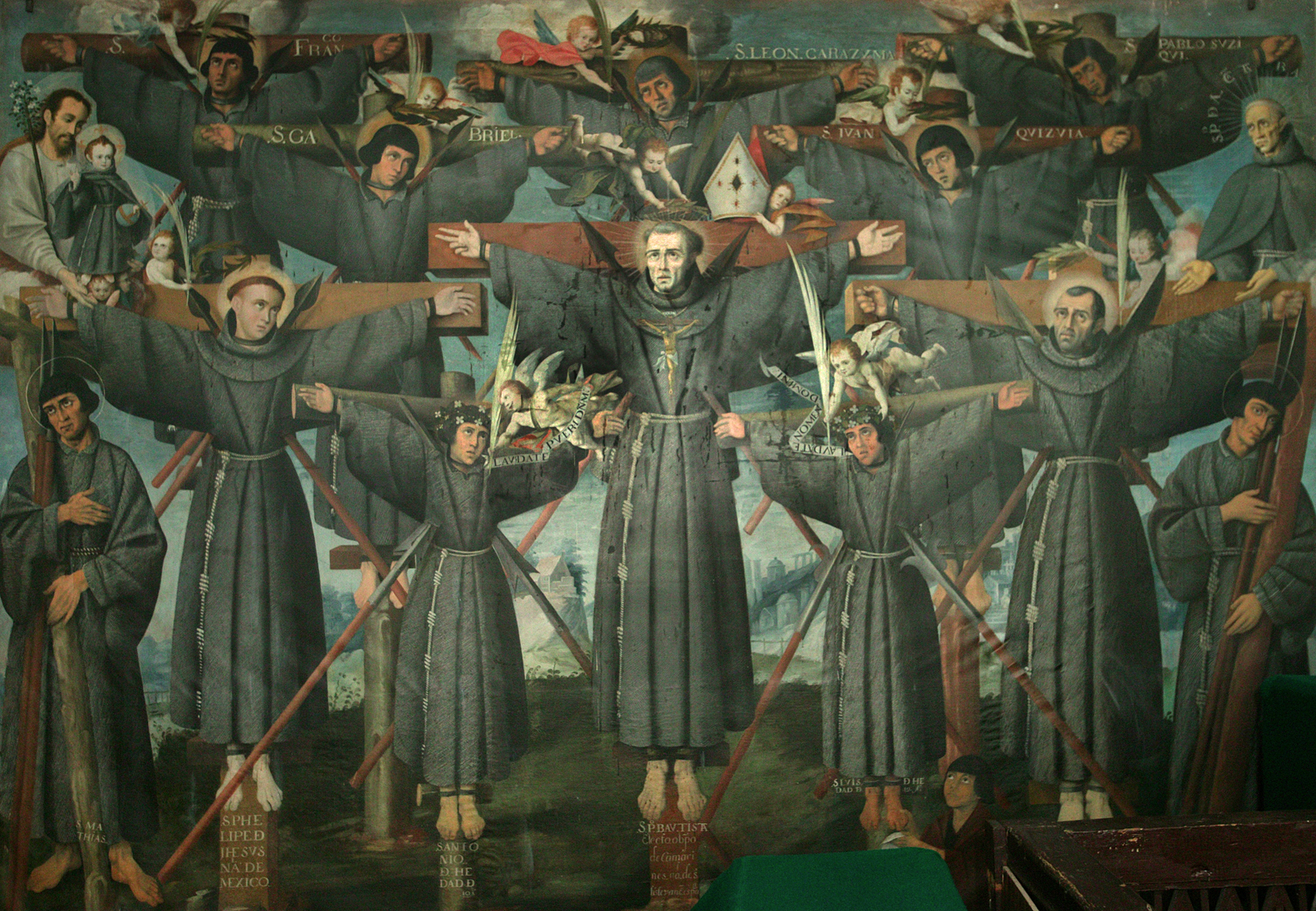
Óleo anónimo del, escuela cuzqueña

Mártires de Japón son los católicos que fueron perseguidos por su fe en Japón, sobre todo durante el siglo XVI y el siglo XVII.

## Veintiséis mártires del Japón
Misioneros franciscanos, jesuitas y laicos, martirizados en 1597 (Pablo Miki, Diego Kisai, Juan de Soan de Gotó -jesuitas- y San Francisco de San Miguel, Felipe de Jesús, franciscanos).

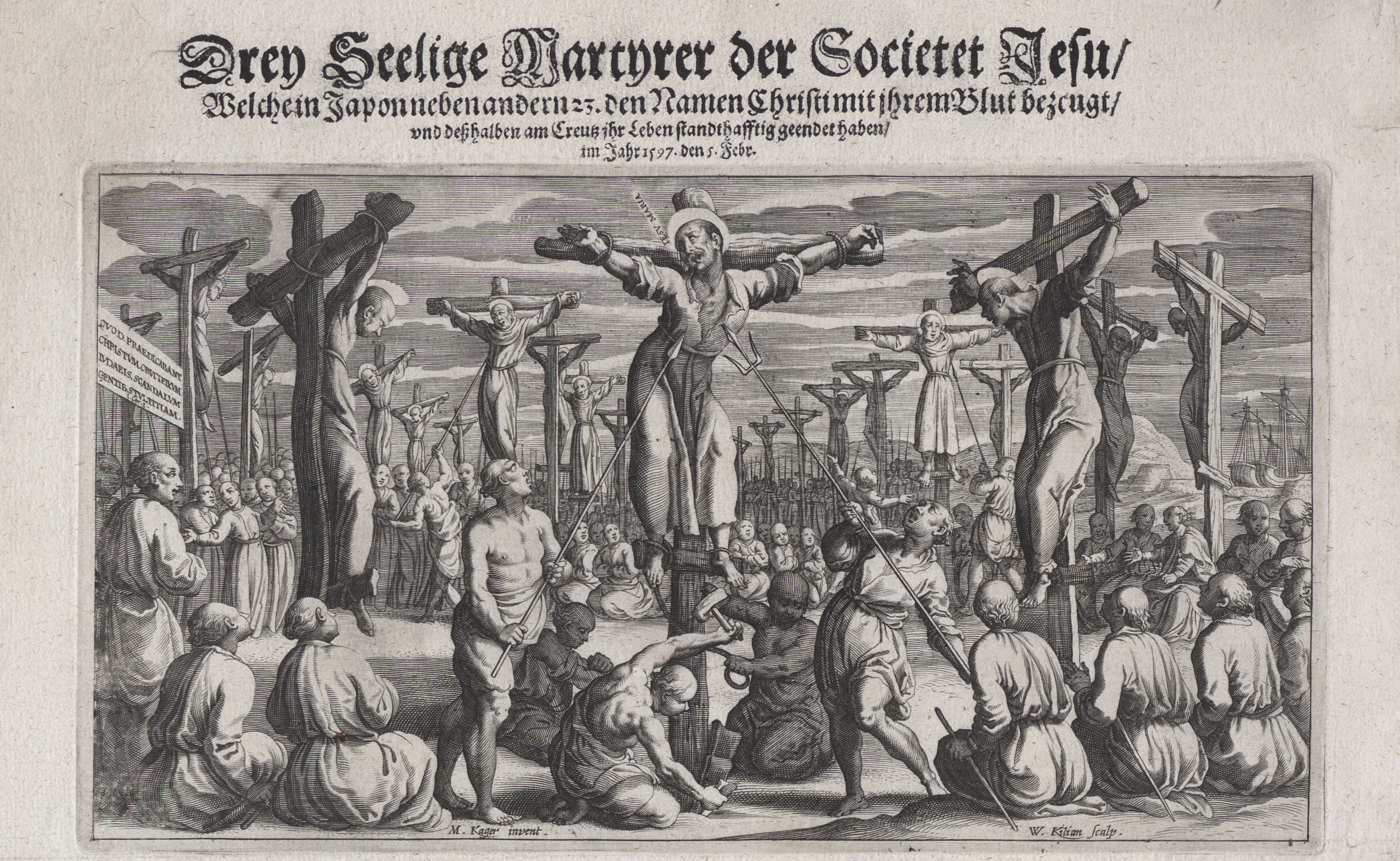
Martirio de 1597 por Wolfgang Kilian

## El gran martirio de Nagasaki de 1622
El hijo del Virrey de Nueva España Pedro Manrique de Zúñiga, apresado y murió como mártir, quemado en la hoguera, junto con Luis Flores y trece marineros japoneses cristianos: Joaquín Hirayama, León Sukeyemon, Miguel Díaz, Antonio Yamada, Marcos Takenoshima Shinyemon, Tomás Koyanagi, Jacobo Matsuo Denshi, Lorenzo Rokuemon, Pablo Sankichi, Juan Yago, Juan Nagata Matakichi y Bartolomé Mohioye.

## Mártires Agustinos del Japón de (1617 - 1637)
Los mártires agustinos en Japón es un grupo de misioneros que derramaron su sangre por Cristo en medio de atroces tormentos entre 1617 y 1637, entre agustinos de la primera orden y agustino recoletos (religiosos, cinturados y terciarios). 
Los primeros misioneros agustinos llegaron a Japón el año 1602, su entusiasmo y ejemplo, no tardaron en dar frutos, pues los escuchaban y se producían las conversiones al catolicismo. Al poco tiempo ya había candidatos a religiosos terciarios y cinturados de origen japonés. Sin embargo, estalló una persecución contra la naciente Iglesia Católica en Japón, que frustró sus esperanzas evangelizadoras. Las pruebas y acechanzas fueron violentas y la valentía de los agustinos notable, afrontando con fidelidad las consecuencias. En realidad, fueron cientos los dominicos que dieron su vida por su fe, aunque no todos se beatificaron.  
Un grupo de 16 agustinos, fueron beatificados el 7 de julio de 1867 por Pío IX.
- Martirizado por Tokugawa Hidetada, el 1 de junio de 1617 en Tacaxima, fue Hernando de San José Ayala Fernández nacido en Ballesteros de Calatrava, España (1575) quien fue decapitado.
- El catequista cinturado Andrés Yoshida fue martirizado junto con su sacerdote Ayala Fernández.
- Quemado vivo Martirizado por Tokugawa Hidetada, el 19 de agosto de 1622, en Nagasaki fue el padre Pedro de Zúñiga y Velasco de Sevilla, España (1580).
- Sacrificados en Nagasaki, por Tokugawa Iemitsu en 1630 fueron fray Juan Shozaburo.
- Los oblatos Miguel Kiuchi Tayemon, Pedro Kuhieye y Tomás Terai Kahioye.
- Los terciarios Mancio Seizayemon y Lorenzo Hachizo.[1]
- Martirizado por Tokugawa Iemitsu en Nagasaki, el 3 de septiembre de 1632 fueron los padres Bartolomé Gutiérrez Espinosa de Ciudad de México (24 de agosto de 1580), quien era el observante de otros religiosos y declaraba: “Cantaré para siempre las misericordias del Señor. Es cosa digna y justa que de conversión tan gloriosa y apostólica se dé cuenta a toda la cristiandad e Iglesia de Dios”.
- Así mismo en ese año fue sacrificado el 3 de septiembre de 1932 Vicente de San Antonio Simoens (Villamediana, España, 1 de junio de 1590). Vicente refiere: “El día 2 de septiembre de 1632 un agente del gobernador Unemedono comunicó la sentencia de muerte: Manda el emperador que en lugar ya preparado sean los seis quemados vivos, si no dejan antes la ley que han predicado; pero si reniegan de ella, quedarán al momento libres y favorecidos y honrados por el emperador. Alegres escuchamos la sentencia y contestaron unánimes: Queremos dar con gusto la vida por Jesucristo y su santa ley”.
- Ese mimo día fue sacrificado Francisco de Jesús Terrero de Albufeira, Portugal (5 de septiembre de 1590).
- Los recoletos que fueron quemados a fuego lento el 11 de diciembre de 1632 son Martín de San Nicolás Lumbreras Peralta (8 de diciembre de 1598) así como
- Melchor de San Agustín Sánchez Pérez (Granada España, 1599), quienes habían viajado voluntarios desde Filipinas al Japón a petición de los padres Francisco de Jesús y Vicente de San Antonio, que ya estaban encarcelados. Fueron beatificados el 23 de abril de 1989 por Juan Pablo II.
- Magdalena de Nagasaki. Terciaria agustina y dominica japonesa, sacrificada en 1634.
- Martirizado en 1637, el padre Tomás Jihyoe de San Agustín; beatificado el 24 de noviembre del 2008 en Nagasaki.[2]
- Otros mártires fueron Jerónimo de la Cruz, Ygida Antonio, y Fray Gabriel.

El 28 de septiembre se conmemora su aniversario.

## 16 mártires del Japón (1633–1637)

### 1633
- Domingo Ibáñez de Erquicia. Sacerdote dominico español.
- Lucas Alonso Del Espíritu Santo. Sacerdote dominico, español.
- Santiago Kyushei Tomonaga de Santa María. Sacerdote dominico, japonés.
- Francisco Shoyemon. Cooperador dominico japonés.
- Miguel Kurobioye. Catequista laico, japonés.
- Mateo Kohioye del Rosario. Japonés.

### 1634
- Jacinto Jordán Ansalone. Sacerdote dominico italiano.

- Tomás Hioji Nishi de San Jacinto. Sacerdote dominico, japonés.
- Marina de Omura. Japonesa.[3]

### 1637
Conocidos como los mártires tomasianos de 1637, dominicos del Colegio de Santo Tomás de Manila: 
- Antonio González. Sacerdote dominico español.
- Miguel de Aozaraza. Sacerdote dominico español.
- Vicente Schiwozuka de la Cruz, Sacerdote dominico japonés.
- Guillermo Courtet o Tomas de Santo Domingo. Sacerdote dominico, francés.
- Lorenzo Ruiz, Laico filipino.
- Lázaro de Kyoto. Laico, japonés.
- Jacobo Kyushei Tomonaga y otros trece compañeros.[4]

## Pedro Kasui Kibe y 187 compañeros mártires
El 24 de noviembre de 2008 fueron beatificados el jesuita Pedro Kasui Kibe y otros 187 mártires correspondientes al periodo 1603-1639.